# Appius Claudius Iulianus

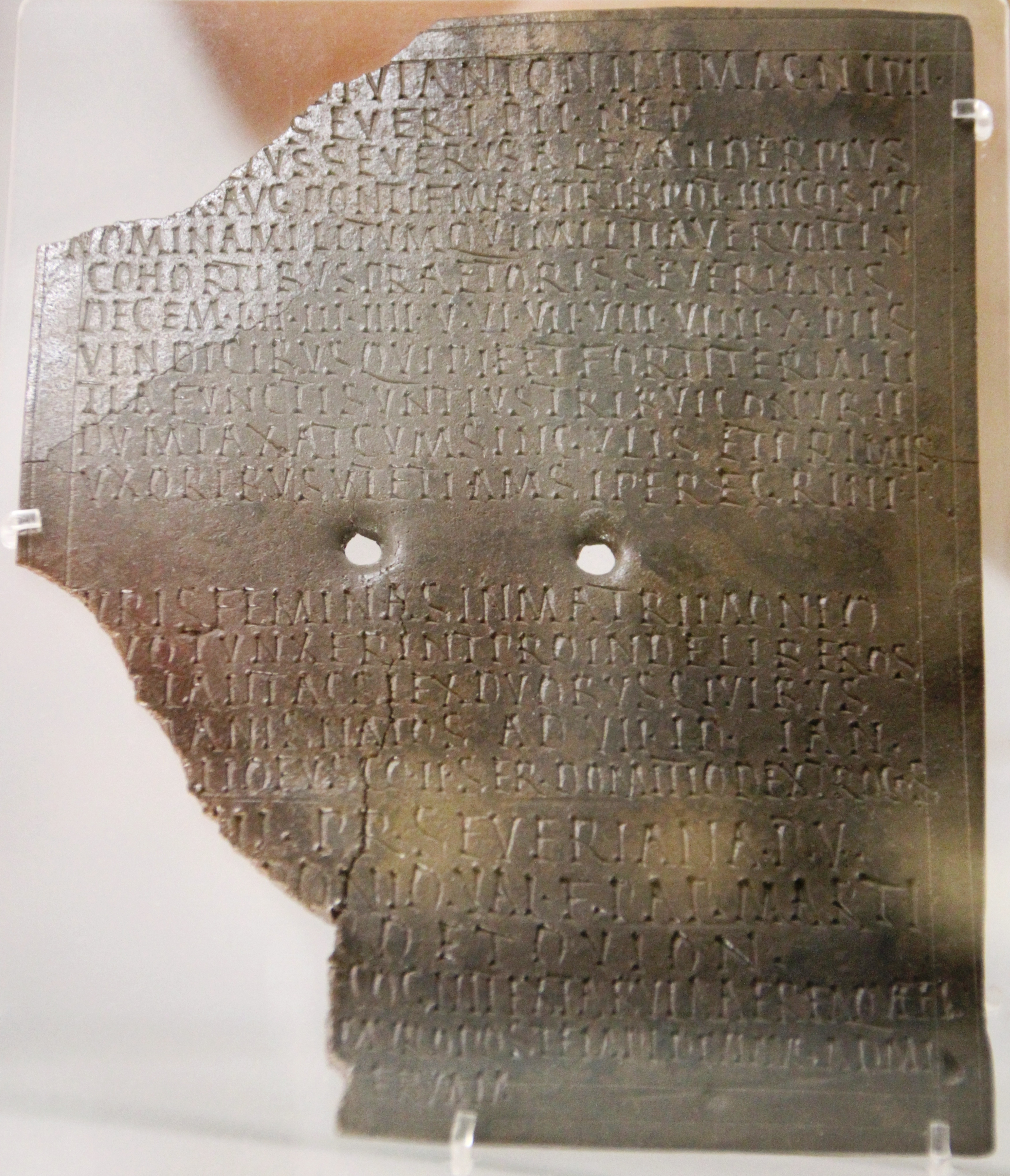
Das Militärdiplom von 224 n. Chr.

Appius Claudius Iulianus war ein römischer Politiker und Senator des 3. Jahrhunderts n. Chr.
Iulianus bekleidete etwa 200/210 das Suffektkonsulat. Danach, unter Caracalla oder (weniger wahrscheinlich) Elagabal, wurde er Prokonsul der Provinz Africa. Im Jahr 224 bekleidete Iulianus gemeinsam mit Gaius Bruttius Crispinus das ordentliche Konsulat; dies ist durch ein Militärdiplom, das auf den 7. Januar 224 datiert ist, belegt. Vermutlich um das Jahr seines Konsulats war er auch Praefectus urbi.
Er war vielleicht der Vater des Claudius Iulianus, der 238 Suffektkonsul war.